# Ms. Dynamite
Ms. Dynamite, pseudónimo artístico de Niomi Arleen McLean-Daley (Londres, Inglaterra, 26 de abril de 1981), es una rapera y cantante británica, ganadora de dos premios Brit, un premio Mercury y tres premios MOBO.

## Discografía

### Álbumes
- 2002: A Little Deeper
- 2005: Judgement Days
- 2006: A Little Darker [Mixtape]

### Sencillos
- 2002: It Takes More
- 2002: Dy-Na-Mi-Tee
- 2002: Put Him Out
- 2005: Judgement Day / Father
- 2006: Fall in Love Again
- 2010: Fire (con Magnetic Man)
- 2011: Neva Soft
- 2012: Light Up (The World) (con Yasmin y Shy FX)
- 2013: Cloud 9 (mit Shy FX)
- 2014: Dibby Dibby Sound (DJ Fresh versus Jay Fay con Ms. Dynamite)
- 2014: No Money No Love (David Guetta y Showtek con Elliphant y Ms. Dynamite)